# Brembo
Brembo je italská firma zabývající se výrobou automobilových a motocyklových brzd, jak pro osobní tak i závodní užití. Byla založena v roce 1961 v městečku Curno v provincii Bergamo (na severu Itálie), kde je dodnes sídlo firmy. Název značka převzala ze jména řeky Brembo, jež Curnem protéká. V současnosti působí po celém světě.
Brzo po založení se společnost začala specializovat na výrobu kotoučových brzd které v té době byly téměř výhradně dováženy ze Spojeného království. V roce 1964 byla podepsána smlouva s firmou Alfa Romeo, a už v roce 1972 se firma Brembo stala výhradním dodavatelem brzdového systému pro motocyklovou značku Moto Guzzi.
V roce 2000 Brembo zakoupilo britského výrobce brzdových a spojkových dílů AP Racing (divize dřívější společnosti Automotive Products, dnes většinou součást koncernu Delphi).
Výrobní místa akciové společnosti se nachází ve 12 zemích (mezi jinými v Číně, Spojených státech, Polsku a České republice). Celkem v roce 2013 firma zaměstnávala asi 6000 lidí.
V České republice působí pobočka Brembo Czech s.r.o. V její továrně v Ostravě–Hrabové na konci roku 2014 pracovalo 610 zaměstnanců.